# Ugo Sivocci
Ugo Sivocci, italijanski dirkač, * 29. avgust 1885, Salerno, Italija, † 8. september 1923, Monza, Italija.
Ugo Sivocci se je rodil 29. avgusta 1885 v italijanskem mestu Salerno. V mlajših letih je tekmoval na kolesarskih dirkah, po prvi svetovni vojni pa je delal kot avtomehanik v Milanu. Kot prijatelj Enza Ferrarija je bil najet kot eden treh dirkačev moštva Alfa Corse v sezoni 1920, ob Antoniu Ascariju in Enzu Ferrariju. Z dirkalnikom Alfa Romeo HP 20-30 ES Sport je dosegel drugo mesto na dirki Parma - Poggio Berceto. V naslednji sezoni 1921 je kot najboljšo uvrstitev dosegel četrto mesto na dirki za Veliko nagrado Mugella, v sezoni 1923 je z novim dirkalnikom Alfa Romeo RL dosegel več zmag. Najpomembnejšo je dosegel na dirki Targa Florio, kjer sta moštveni uspeh dopolnila še Ascari z drugim in Giulio Masetti s četrtim mestom. Istega leta se je Ugo Sivocci smrtno ponesrečil na testiranju novega dirkalnika Alfa Romeo P1 na dirkališču Autodromo Nazionale Monza, njegove številke dirkalnika sedemnajst pa italijanski dirkalniki niso nikoli več uporabljali.